# چه کسی بامبی را کشت؟ (فیلم ۲۰۱۳)
چه کسی بامبی را کشت؟ (به انگلیسی: Who Killed Bambi?) فیلمی محصول سال ۲۰۱۳ و به کارگردانی سانتیاگو آمادئو است. در این فیلم بازیگرانی همچون کیم گوتیه‌رس، ارنستو آلتریو و اورسولا کوربرو ایفای نقش کرده‌اند.